# Miklós Ödön
Miklósvári Miklós Ödön (Finke, 1857. december 14. – Passau, 1923. május 29.) magyar mérnök, politikus, 1892 és 1906 között szabadelvű párti országgyűlési képviselő, 1893-tól 1895-ig földművelésügyi államtitkár, 1906-tól főrendiházi tag. Apja id. Miklós Gyula szőlész, borászati kormánybiztos, bátyja ifj. Miklós Gyula politikus, borsodi főispán volt.

## Élete
Miklós Ödön 1857-ben született a Borsod vármegyei Finkén, Miklós Gyula borászati kormánybiztos fiaként. Középiskolai tanulmányait Miskolcon, Budapesten és Bécsben végezte, majd a budapesti műegyetem hallgatója lett, ahol 1879-ben szerzett mérnöki oklevelet. Egyetemi évei alatt több tanulmányutat tett Németországban, Svájcban, Belgiumban és Angliában, Trefort Ágoston miniszter megbízásából pedig részt vett az 1878-as párizsi világkiállításon is. Mérnöki diplomája megszerzése után kormány megbízta a gabonaelevátorok tanulmányozásával az Egyesült Államokban, ekkor ismét bejárta Nyugat-Európa számos országát is. Hazatérve elsőként hívta fel a magyar közönség figyelmét a néhány évvel azelőtt szabadalmaztatott telefonkészülékre egy felolvasáson.
1880-ban a Budapest-Zimony vasútvonal építésénél kezdte gyakorlati mérnöki tevékenységét, majd a főváros megbízásából egy gabonaelevátor építésével foglalkozott, és megbízták az Üllői úti közkorház építésének felülvizsgálatával is. 1884-ben alapítója, társtulajdonosa és igazgatója lett az osztrák-magyar Fairbanks-mérleg és gépgyár-társaságnak, majd számos más vállalatnak és közgazdasági, mérnöki és mezőgazdasági szakmai szervezetnek lett vezetőségi tagja. Mérnöki munkája mellett saját, 2000 hold területű borsodi földbirtokain gazdálkodott. Számos publikációja jelent meg az Ellenőr, az Egyetértés, a Pesti Napló és több más lap hasábjain, melyekben főleg közgazdasági kérdésekkel foglalkozott.
1892-ben a Szabadelvű Párt programjával Szirmabesenyőn választották országgyűlési képviselővé, a Képviselőházban a pénzügyi bizottság és a delegáció munkájában vett részt. 1906-ig volt a Képviselőház tagja. 1893-ban földművelésügyi államtitkárnak nevezték ki Bethlen András miniszter mellé, tisztségét Festetics Andor miniszter mellett is megőrizte. 1895-ben Darányi Ignác miniszteri kinevezésekor saját kérelmére felmentették. 1897 és 1901 között az 1900-as párizsi világkiállítás helyettes kormánybiztosa volt, munkáját Ferenc József magyar király a Ferenc József-rend nagykeresztjével, Franciaország pedig a Becsületrend középkeresztjével ismerte el. Az 1898-as brüsszeli nemzetközi kiállításon a zsűri egyik elnökeként vett részt, ezért Lipót belga király a Lipót-rend középkeresztjével tüntette ki.
1906-ban a Szabadelvű Párt felbomlásával elvesztette országgyűlési mandátumát, ezután a király a Főrendiház tagjává nevezte ki, majd 1908-ban a római Nemzetközi Mezőgazdasági Intézet magyar kiküldöttje lett. 1923-ban a németországi Passauban halt meg.

## Főbb művei
- Mezőgazdaságunk és gabonakereskedelmünk érdekében (Bp., 1881)
- A technikusok helyzete az államszolgálatban (Bp., 1897)